# HMS Zetland (L59)
«Зетланд» (L59) (англ. HMS Zetland (L59) — військовий корабель, ескортний міноносець типу «Хант» «II» підтипу Королівського військово-морського флоту Великої Британії за часів Другої світової війни.
«Зетланд» закладений 2 жовтня 1940 року на верфі компанії Yarrow Shipbuilders, у Глазго. 27 червня 1942 року увійшов до складу Королівських ВМС Великої Британії.